# Fayetteville (Virgínia de l'Oest)
Fayetteville és una població dels Estats Units a l'estat de Virgínia de l'Oest. Segons el cens del 2000 tenia 2.754 habitants.

## Demografia
Segons el cens del 2000, Fayetteville tenia 2.754 habitants, 1.151 habitatges, i 766 famílies. La densitat de població era de 360,4 habitants per km².
Dels 1.151 habitatges en un 27,9% hi vivien nens de menys de 18 anys, en un 53,2% hi vivien parelles casades, en un 10,7% dones solteres, i en un 33,4% no eren unitats familiars. En el 29,5% dels habitatges hi vivien persones soles el 16,2% de les quals corresponia a persones de 65 anys o més que vivien soles. El nombre mitjà de persones vivint en cada habitatge era de 2,29 i el nombre mitjà de persones que vivien en cada família era de 2,82.
Per edats la població es repartia de la següent manera: un 20,4% tenia menys de 18 anys, un 7,1% entre 18 i 24, un 26,1% entre 25 i 44, un 26,4% de 45 a 60 i un 20% 65 anys o més.
L'edat mediana era de 43 anys. Per cada 100 dones de 18 o més anys hi havia 79,3 homes.
La renda mediana per habitatge era de 35.043 $ i la renda mediana per família de 44.444 $. Els homes tenien una renda mediana de 35.603 $ mentre que les dones 20.909 $. La renda per capita de la població era de 18.710 $. Entorn del 9,5% de les famílies i l'11,7% de la població estaven per davall del llindar de pobresa.

## Poblacions més properes
El següent diagrama mostra les poblacions més properes.